# 1406

## Esdeveniments
Països catalans
Resta del món
- Construcció de la Ciutat Prohibida a Pequín.
- Joan II és proclamat rei de Castella.
- Gregori XII és escollit papa.
- Comença la invasió xinesa del Vietnam, que no recuperarà la seva independència fins al 1428.
- La república de Florència derrota república de Pisa, que perd la seva independència que datava de segle xi i que no recuperarà mai més.
- S'escriu Embajada a Tamorlán, obra de Ruy González de Clavijo.

## Naixements
Països catalans
Resta del món

## Necrològiques
Països catalans
Resta del món
- 4 de maig - Florència (Itàlia): Coluccio Salutati polític i humanista.